# カペナウム
カペナウム（ギリシア語: Καπερναούμ, Capernaum、ヘブライ語: כפר נחום クファル・ナフーム、アラビア語: كفرناحوم カフル・ナーフーム）は新約聖書に登場する、ガリラヤ湖の北西岸にある町のことである。今日のイスラエルのテル・フームにあった。口語訳聖書ではカペナウム、新共同訳聖書や聖書協会共同訳ではカファルナウムと表記。日本正教会訳聖書ではカペルナウムと表記される。地名は「Kfar Nahum」、「ナフームの村」を意味する。

## 歴史
イエス・キリストの公生涯の宣教のうちもっとも重要なガリラヤ伝道の本拠地になった。聖書では、旧約聖書には登場せず、福音書にのみ登場する。故にバビロン捕囚以降に建設されたと言われる。
ローマ帝国の属州だったユダヤのローマ軍の駐屯地として栄え、収税所があった。イエスにとって自分の町であったと述べている。
イエスはここで、中風にかかった百人隊長のしもべや、熱病で寝ていたペテロのしゅうとめ、汚れた霊に疲れた人、4人のものに運ばれてきた中風の男、などを癒した。
また、カペナウムの役人の息子の病を癒した。五千人の給食やいのちのパンの説教はカペナウム会堂でなされたと言われる。また、マタイの福音書を記した、元収税人マタイの召命もカペナウムで行われた。
イエスのこれらの活動にもかかわらず、カペナウムの人たちは悔い改めなかったので、この町は「ハデスに落とされる」と滅びることを預言した。現在は廃墟になっているが、正教会の七使徒聖堂が1931年に建設されている。

## 考古学
19世紀より西洋人の探検家らによる発掘が進み、ガリラヤ湖の北側のテル・フームでかなりの広範囲にカペナウムの廃墟が発見された。紀元前1世紀より紀元7世紀まで人が住んでいたことがわかっており、ハスモン朝により紀元前2世紀頃に建てられ、ユダヤ戦争では戦場とならずに済んだもののやがて衰え、11世紀までには放棄されたとみられる。ここからはイエスが教えたといわれるシナゴーグも発掘された。
伝承によるとカン・ミンイェーもカペナウムであったと言われている。

## 参照項目
- タブハ (同じくガリラヤ湖の北西岸にある地名)
- ファリサイ派